# Колесников, Алий Иванович
Алий Иванович Колесников (р. 5 декабря 1935 г., Ворошиловград, УССР) — советский и российский историк, востоковед-иранист, доктор исторических наук, научный советник Сектора Среднего Востока ИВР РАН, исследователь политической и экономической истории Ирана IV—X вв. н. э.

## Биография
Алий Иванович Колесников родился в Ворошиловраде (Луганск) Украинской ССР. После службы в ВМФ в 1958 г. поступил на Восточный факультет ЛГУ, специализировался на кафедре иранской филологии, затем учился в аспирантуре при том же факультете в 1964—1967 гг. С 1967 г. является научным сотрудником ЛО ИВ АН СССР (СПбФ ИВ РАН).
В 1969 г. под руководством чл.-корр. АН СССР, сириолога Н. В. Пигулевской защитил кандидатскую диссертацию по теме «Иран накануне арабского завоевания (источники, внутренняя и внешняя политика, вопросы административного деления)».
В 2000 г. защитил диссертацию доктора исторических наук по теме: «Денежное хозяйство Ирана при последних Сасанидах и первых Омейядах (конец VI — начало VIII вв. н. э.). Монеты как исторический источник».
В 2004—2016 г. — ведущий научный сотрудник Сектора Среднего Востока СПбФ ИВ РАН.

## Научная деятельность
Основная сфера научных интересов — история Ирана IV—X вв. н. э., его политическая и экономическая история, истории культуры.
Работа «Иран в начале VII века (источники, внутренняя и внешняя политика, вопросы административного деления)» (1970) посвящена эпохе последних Сасанидов, когда государство стало клониться к упадку, что выразилось в династических переворотах и смене правителей. Автор анализирует внутреннюю и внешнюю политику Сасанидов в конце VI—начале VII в. и отслеживает изменения в социальном положении мелких собственников и крестьянства, дает очерк административного деления и определения государственных границ на рубеже VI и VII вв.
Труд «Завоевание Ирана арабами (Иран при „праведных“ халифах)» (1982) рассматривает период истории Персии, когда государство лишилось политической независимости и держава Сасанидов была включена в состав Арабского халифата, в частности, автор затрагивает правление шаханшахов Хормузда IV (578—590 гг.), Хосрова II Парвиза (590—628 гг.) и период междоусобиц (628—632 гг.).
Монография «Денежное хозяйство в Иране в VII веке» (1998) посвящена атрибуции монетных дворов государства Сасанидов и Восточного халифата в VII в. (Междуречья, Парса, Хузистана, Мидии, Хорасана, Кермана, Прикаспия, Адурбайгана, Закавказья), устанавливается их численность и локализация, рассматривается эволюция основных денежных номиналов от драхм последних Сасанидов до арабо-сасанидского чекана. Автор приходит к выводу, что многообразие чекана говорит о наличии множества монетных дворов, что в свою очередь свидетельствует о слабой централизации власти и о возможности чеканить местные медные монеты, имеющие хождение только в данном регионе. Такая картина в целом является свидетельством политического упадка, предвещающего скорый распад государства.
Является переводчиком «Джамасп-наме», «Сказания об Ануширване», а также трех среднеперсидских текстов религиозного содержания — пятой книги «Денкарда», собрания основных знаний о государственной религии доисламского (сасанидского) Ирана зороастризме, составленного в IX—Х вв., фрагмента четвёртой книги «Денкарда», излагающего историю сохранения зороастрийских богослужебных книг в древнем Иране и «Книги о праведном Виразе», составленной в начале исламского периода, но восходящей к эпохе Сасанидов.

## Основные работы
- Две редакции письма Мухаммеда сасанидскому шаху Хосрову II Парвизу // [Православный] Палестинский сборник. Выпуск 17 (80): История и филология стран Ближнего Востока в древности и средневековье. Л.: Наука, Ленинградское отделение, 1967. С. 74—83.
- Сражение при Зу-Каре // [Православный] Палестинский сборник. Выпуск 19 (82): Вопросы истории и культуры на Ближнем Востоке (древность и средневековье). Л.: Наука, Ленинградское отделение, 1969. С. 76—86.
- Иран в начале VII века (источники, внутренняя и внешняя политика, вопросы административного деления) / Ответственные редакторы Н. В. Пигулевская, М. Н. Боголюбов. Л.: Наука, Ленинградское отделение, 1970. 144 с.
- Завоевание Ирана арабами (Иран при «праведных» халифах) / Отв. ред. О. Г. Большаков. М., ГРВЛ, 1982. 271 с.
- Денежное хозяйство в Иране в VII веке/ Отв. ред.О. Г. Большаков. М.: Издательская фирма «Восточная литература» РАН, 1998. 415 с.
- Материалы к характеристике политической и этноконфессиональной ситуации в восточном Иране и Хорасане (по сведениям мусульманских географов IХ—ХII вв.) // Письменные памятники Востока, 1(1), 2004. С. 69—97.
- Управление Хорасаном в IX—XII вв. (по сведениям мусульманских географов) // Письменные памятники Востока, 2(3), 2005. С. 153—171.
- «Сказание об Ануширване» (введение и комментированный перевод с персидского) // Письменные памятники Востока, 1(8), 2008. С. 105—124[1].
- «Джамасп-наме» («Книга о Джамаспе»). Факсимиле текста. Введение и комментированный перевод с персидского А. И. Колесникова // Письменные памятники Востока, 2(15), 2011. С. 15—39.
- Священные книги зороастризма. Транслитерация, транскрипция, комментированный перевод трех пехлевийских текстов / Подготовлено к изданию А. И. Колесниковым. СПб.: Наука, 2019. 187 с. (Классика отечественного востоковедения.)[3]
- Ислам: энциклопедический словарь / Отв. ред. С. М. Прозоров. — М. : Наука, ГРВЛ, 1991. — 315 с. — 50 000 экз. — ISBN 5-02-016941-2. — автор ряда статей
- Litvinsky B. A.; Jalilov A. H.; Kolesnikov A. I. The Arab Conquest // History of civilizations of Central Asia / ed. by B. A. Litvinsky. — Paris: UNESCO Publishing, 1996. — Vol. III: The crossroads of civilizations: A.D. 250 to 750. — P. 449–472. — 569 p. — ISBN 92-3-103211-9.